# Roman Zawiślański

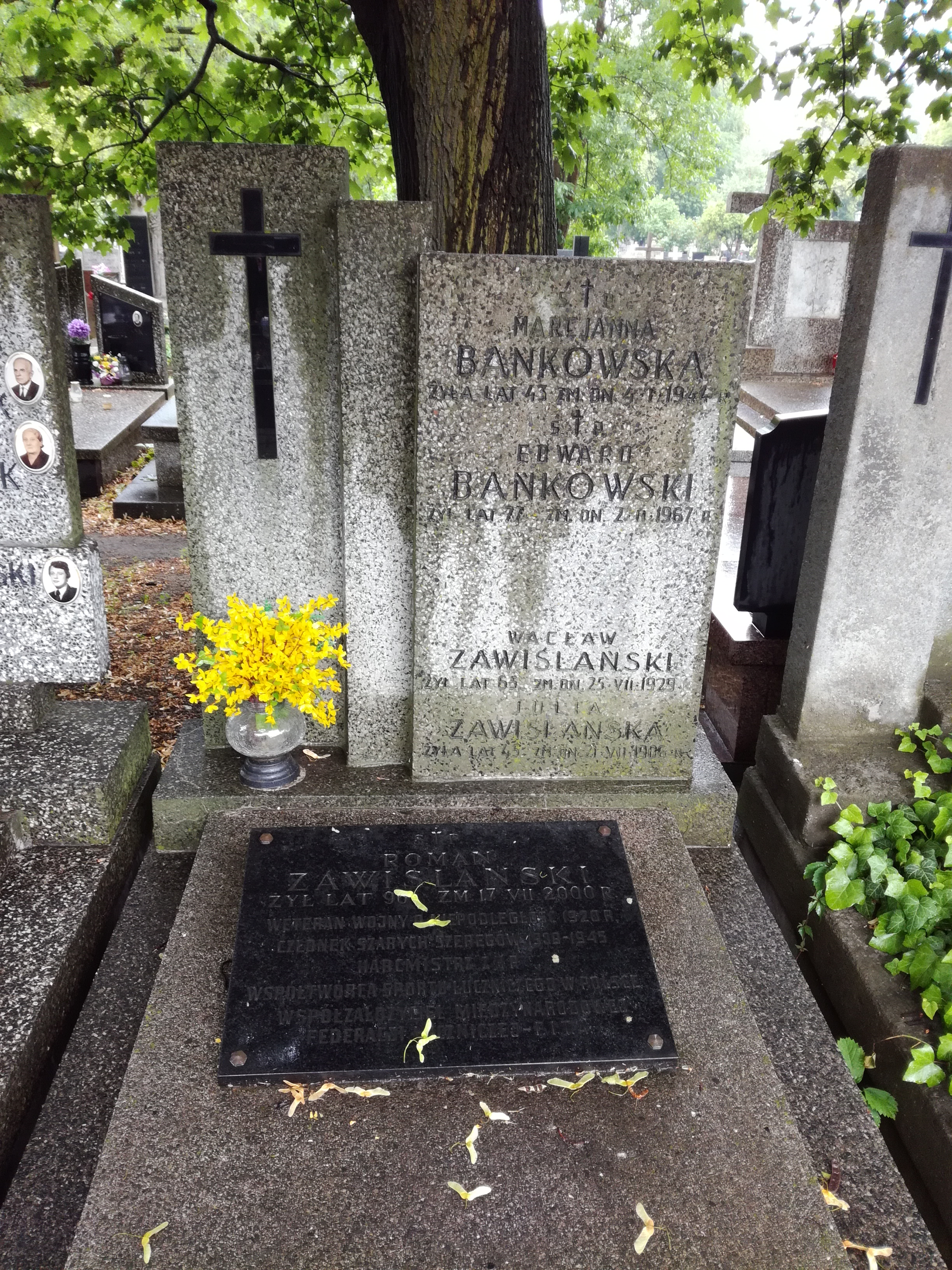
Grób Romana Zawiślańskiego na cmentarzu Bródnowskim

Roman Wawrzyniec Zawiślański (ur. 1904, zm. 17 lipca 2000 w Warszawie) – sportowiec - łucznik, członek Polskiego Związku Łuczniczego, działacz sportowy i społeczny.
Będąc nastolatkiem brał udział w wojnie polsko-bolszewickiej. Podczas II wojny światowej należał do Szarych Szeregów. Większą część swojego życia należał do Związku Harcerstwa Polskiego, gdzie pełnił funkcję harcmistrza. Był współtwórcą polskiego sportu łuczniczego oraz Międzynarodowej Federacji Łuczniczej FITA. Jako działacz sportowy był trenerem licznej rzeszy polskich łuczników, organizował terenowe oddziały PZŁucz. Był niestrudzonym propagatorem sportu łuczniczego. W październiku każdego roku odbywa się w Żywcu Międzynarodowy Turniej o Złotą Ciupagę Góralską – memoriał Romana Zawiślańskiego. Roman Zawiślański był autorem książki „Łucznictwo dla wszystkich”.
Pochowany na cmentarzu Bródnowskim w Warszawie (kwatera 37 I-1- 3).

## Ordery i odznaczenia
- Srebrny Krzyż Zasługi (10 marca 1932)[4]